# Monanthotaxis gilletii
Monanthotaxis gilletii (De Wild.) Verdc. – gatunek rośliny z rodziny flaszowcowatych (Annonaceae Juss.). Występuje naturalnie w Republice Środkowoafrykańskiej, Demokratycznej Republice Konga oraz Ugandzie. 

## Morfologia
PokrójZimozielony i pnący krzew. Młode pędy są owłosione.
LiścieMają podłużnie eliptyczny kształt. Mierzą 3,5–14 cm długości oraz 2–5,5 cm szerokości. Są lekko owłosione od spodu. Nasada liścia jest od prawie sercowatej do zaokrąglonej. Blaszka liściowa jest o wierzchołku od zaokrąglonego do prawie ostrego. Ogonek liściowy jest owłosiony i dorasta do 3–6 mm długości.
KwiatySą pojedyncze lub zebrane w pary, rozwijają się w kątach pędów. Działki kielicha mają zaokrąglony kształt i dorastają do 1–5 mm długości. Płatki mają kształt od owalnego do eliptycznego i żółtą barwę, są owłosione, osiągają do 7–8 mm długości. Kwiaty mają 15 pręcików i 9–28 owłosionych owocolistków o podłużnym kształcie i długości 1–2 mm.
OwocePojedyncze mają elipsoidalny kształt, zebrane po 1–5 w owoc zbiorowy.

## Biologia i ekologia
Rośnie w wilgotnych lasach. Występuje na wysokości do 1100 m n.p.m. W Demokratycznej Republice Konga jest często spotykany w towarzystwie gatunku Xylopia aethiopica.